# 伊略拉
伊略拉，是西班牙安达卢西亚自治区格拉纳达省的一个市镇。总面积197平方公里，2001年普查人口總數為10514人，人口密度為每平方公里53人。